# Юріс Боне
Юріс Боне (латис. Juris Bone; нар. 10 травня 1969, Саулкрасти) — латвійський дипломат, посол Латвійської Республіки в Фінляндії (2009—2013), посол Латвійської Республіки в Естонії (2013—2017).

## Біографія
Народився 10 травня 1969 в місті Саулкрасти.
З 1987 по 1989 рік навчався у Ризькому політехнічному інституті на інженерному факультеті.
У 1994—1996 роках вивчав міжнародні відносини у Латвійському університеті, здобув ступінь магістра. З 1995 року працює в Міністерстві закордонних справ Латвії.
З 1997 по 2000 рік обіймав посаду 2-го секретаря у посольстві Латвії у Великій Британії.
У 2000—2004 роках знову працював у Міністерстві в офісі зв'язків з громадськістю та головою американського відділу.
З 2004 по 2007 рік був заступником голови місії Латвії в Естонії, а з 2007 по 2009 — головою Державного Протоколу МЗС Латвії.
У 2009 році був призначений на посаду посла Латвійської республіки в Фінляндії, обіймав посаду до 2013 року.
З 2013 по 2017 рік був послом Латвійської республіки в Естонії. Відтоді обіймає посаду посла з особливих доручень.

## Нагороди
- Великий хрест ордена Заслуг pro Merito Melitensi (Мальтійський орден, 2008)[1];
- орден «За заслуги» III ступеня (Україна, 2009)[4];
- орден Хреста землі Марії, 3-го клас (Естонія, 2009)[1];
- орден Білої троянди (Фінляндія, 2013)[5];
- орден Хреста землі Марії, 1-й клас (Естонія, 2017)[6].